# Всеалбанский конгресс
Вселабанский конгресс или Всеалбанское национальное собрание (28 ноября — 7 декабря 1912 года) — собрание представителей албанского народа, провозгласившее образование независимого албанского государства.

## Предыстория
Итало-турецкая война и Албанское восстание 1912 года показали европейским соседям Османской империи её слабость, и они приняли решение о разделе между собой её европейских владений. В августе 1912 года король Черногории Никола I Петрович пригласил в Цетинье лидера албанского национального движения Исмаила Кемали, чтобы обсудить условия, на которых албанцы могли бы присоединиться к балканским союзникам.
В связи с тем, что внутри Албании были невозможны никакие легальные формы пропагандистской или организационной деятельности, кампания в поддержку независимости Албании развернулась за рубежом. По приглашению румынского премьер-министра Таке Ионеску и королевы Елизаветы представители албанских эмигрантских организаций собрались 5 ноября 1912 года в Бухаресте. Они приняли решение о проведении в Албании национального конгресса, который должен был избрать временное правительство, и утвердили текст обращения к европейским державам с требованием признании автономии Албании. В страну были посланы эмиссары, а миссию выразителя интересов всех албанцев за рубежом принял на себя отправившийся в Вену Исмаил Кемали.
К этому времени большая часть территории уже была оккупирована балканскими союзниками. Австро-Венгрия и стоящая за её спиной Германская империя не были заинтересованы в усилении Сербии и получения ею выхода к Адриатическому морю, и потому Исмаил Кемали был благожелательно принят в Вене. Такую же позицию заняла и Италия, вынашивавшая планы подчинения Албании своему влиянию, чтобы «закрыть» Адриатическое море, превратив его во «внутреннее итальянское озеро».
18 ноября группа албанских патриотов вручила дипломатическим представителям великих держав в Стамбуле «Призыв албанского народа», в котором выражали твёрдую решимость бороться за то, чтобы «гарантировать албанскому народу его этническое и политическое существование». Днём позже в Триесте перед отплытием в Албанию на пароходе, предоставленным австрийским правительством, выступил И. Кемали, заявивший, что «сразу же после его прибытия в Албанию будет провозглашена независимость и избрано временное правительство».
Первоначально всеалбанский конгресс предполагалось созвать в Дурресе. Побережье блокировалось греческим флотом, поэтому высадка немногочисленного «каравана независимости» должна прошла тайно, с небольшой лодки. Однако выяснилось, что префект Дурреса получил распоряжение об аресте И.Кемали, и тот был вынужден срочно покинуть город. Переждав день в имении знакомого бея, он окольными путями отправился во Влёру. В Фиери ему встретились спешившие на Конгресс посланцы из Косово, а по прибытии во Влёру он узнал, что с 25 по 27 ноября население ряда городов центральной Албании — Тираны, Эльбасана, Каваи, Люшни и недавно покинутого им Дурреса — заявило о поддержке идеи независимости.

## Конгресс во Влёре

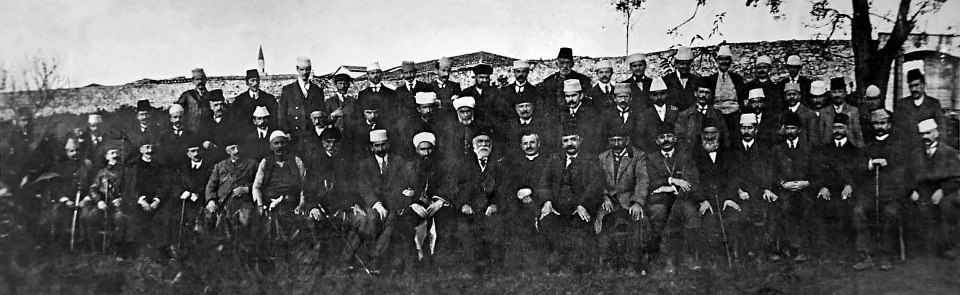
Члены Всеалбанского конгресса во Влёре

Всеалбанский конгресс открылся во Влёре 28 ноября 1912 года. Так как не всем из приглашённых удалось выбраться из занятых балканскими союзниками районов к началу работы конгресса, то на пленарном заседании присутствовало всего 37 делегатов, но к концу работы конгресса их число перевалило за 50. Исмаил Кемали был единогласно избран председателем.
В первые же часы работы Конгресс провозгласил независимость Албании. В тот же день о солидарности с декларацией независимости заявили города Берат, Дельвина, Пермет, Гирокастра и ряд других. После принятия декларации делегаты приступили к формированию правительства и комиссии, в задачи которой входила защита интересов Албании за рубежом.
4 декабря был утверждён состав временного правительства Албании, а также избран совет старейшин из 18 членов под руководством муфтия Вехби Дибра (Совет старейшин должен был заменить национальное собрание после окончания его работы, но при этом не имел права законодательной инициативы, ограничиваясь задачами контрольно-совещательного характера по отношению к правительству).